# La luna (film)
Pour les articles homonymes, voir La Luna.
Pour plus de détails, voir Fiche technique et Distribution.
La luna est un film italo-américain réalisé par Bernardo Bertolucci, sorti en 1979. 
Pour ce film, Bertolucci a pris comme modèle la structure mélodramatique des opéras de Verdi.

## Synopsis
Après la mort soudaine de son mari Douglas, Caterina, une cantatrice à succès de New York, va s'établir avec son fils Joe en Italie, où elle a autrefois étudié le chant. À Rome, elle atteint le sommet de sa carrière, mais Joe qui a 15 ans se sent seul et abandonné. Il tombe dans la consommation d'héroïne et se met à faire des escapades dans des quartiers peu recommandables de la Ville Éternelle. Peu à peu, Caterina prend conscience du fait qu'elle ne sait absolument rien de son fils. Elle entre dans une crise qui remet en question la façon dont elle se croyait mère et artiste. Après un entretien avec Mustafa, ami de Joe et trafiquant de drogue, elle change de comportement : elle séduit son fils et, au cours d'un voyage à Parme et aux environs, elle entretient avec lui des relations incestueuses. C'est à cette occasion qu'elle se rappelle le premier baiser qu'elle a donné il y a bien des années à un Italien ; et ainsi Joe apprend pour la première fois le secret sur son père biologique Giuseppe qui est enseignant et vit toujours sur la côte adriatique. Il lui rend visite et espère réunir à nouveau ses parents. En effet, Giuseppe apparaît à des répétitions d’Un bal masqué de Verdi où chante Caterina, dans les thermes de Caracalla. Ses parents se réconcilieront-ils et Joe guérira-t-il définitivement de la drogue ? La question reste en suspens, mais au moins le vide de son cœur est surmonté et il peut enfin devenir adulte.

## Fiche technique
- Titre original : La luna
- Réalisation : Bernardo Bertolucci
- Scénario : Franco Arcalli, Bernardo Bertolucci, Giuseppe Bertolucci et Clare Peploe
- Production : Giovanni Bertolucci
- Musique originale : Ennio Morricone
- Photographie : Vittorio Storaro
- Montage : Gabriella Cristiani
- Costumes : Lina Nerli Taviani
- Pays de production :  Italie /  États-Unis
- Durée : 142 minutes
- Format : Couleur
- Dates de sortie : 
  - Italie : 29 août 1979
  - États-Unis : 28 septembre 1979
  - France : 3 octobre 1979

## Distribution
- Jill Clayburgh (VF : Arlette Thomas) : Caterina Silveri
- Matthew Barry (VF : Vincent Ropion) : Joe Silveri
- Veronica Lazăr (VF : Maria Tamar) : Marina
- Renato Salvatori (VF : Roger Carel) : le communiste
- Fred Gwynne (VF : René Arrieu) : Douglas Winter
- Tomás Milián (VF : Marc de Georgi) : Giuseppe
- Alida Valli (VF : Monique Mélinand) : la mère de Giuseppe
- Elisabetta Campeti (VF : Séverine Morisot) : Arianna
- Franco Citti : l’homme au bar
- Roberto Benigni : le tapissier
- Carlo Verdone : le directeur des thermes de Caracalla
- Peter Eyre (VF : Serge Lhorca) : Edward
- Stéphane Mustapha Barat (VF : Gilles Laurent) : Mustafa
- Pippo Campanini (VF : Henry Djanik) : le gardien de l'hôtel
- Rodolfo Lodi : Maestro Giancarlo Calo
- Liana Del Balzo (VF : Lita Recio) : la sœur du Maestro
- Franco Magrini (VF : Michel Gudin) : le médecin qui soigne Joe
- Shara Di Nepi : Concetta
- Jole Silvani : la costumière
- Francesco Mei : un barman
- Ronaldo Bonacchi : un barman
- Mimmo Poli : un déménageur de piano
- Massimiliano Filoni : un déménageur de piano
- Gigi D'Alessio : le chauffeur du Caracalla

## Arrière-plan
La Lune (en italien luna) possède deux faces : l'une est visible et l'autre reste cachée des hommes. Ainsi, en est-il des deux personnages principaux dans le film, la mère et le fils. Quand il était encore tout petit, au bord de la mer en Italie, Caterina faisait du vélo avec Joe sur son porte-bagages, le long d'une route éclairée par la lune. Joe a toujours cru être né à Brooklyn et ce n'est qu'à la fin de l'histoire qu'il apprend qu'il est d'ascendance italienne. Sa mère a quitté son père, Giuseppe, puisque celui-ci entretenait secrètement des relations incestueuses avec sa propre mère.

## Lieux de tournage
Le tournage du film s'est déroulé dans différents lieux en Italie et à New York :
- à Rome, notamment aux thermes de Caracalla,  Italie ;
- à Parme, en Émilie-Romagne,  Italie ;
- à la villa Verdi, à Sant'Agata, frazione de la commune de Villanova sull'Arda, dans la province de Plaisance, en Émilie-Romagne,  Italie ;
- à New York, notamment Brooklyn Heights Promenade,  États-Unis ;
- aux studios Palatino, à Rome,  Italie.